# Дар'єн (провінція)
Провінція Дар'є́н (ісп. Provincia de Darién) — провінція на сході Панами. Це найбільша за площею, але малонаселена провінція країни, з дуже вологим та теплим кліматом.

## Географія
Площа провінції становить 11 091 км². Розташована на сході країни. Межує з Колумбією (на півдні та сході), провінцією Панама (на північному заході) і комарок: Ембера-Воунаан, Куна-де-Варґанді і Ґуна-Яла. Омивається водами Тихого океану (на південному заході) і Панамської затоки (на заході). Центральна частина території Дар'єн являє собою горбисту рівнину, яку омивають річки Туїра і Чукунаке, і оточена гірськими масивами Сан-Блас, Багре, Пірре і Сальтос. Найвищі гори — Такаркуна (2280 м), Пінья (1581 м), Пірре (1569 м), Ніке (1550 м) і Чуканті (1430 м).
На території провінції розташований Національний парк Дар'єн, який є об'єктом світової спадщини ЮНЕСКО.

### Клімат
Річна норма опадів на узбережжі поблизу містечка Гарачине становить від 1700 до 2000 мм, тоді як передгір'я у внутрішніх районах провінції приймають аж до 8000 мм опадів на рік, що робить їх одним з найвологіших регіонів планети. Середні температури змінюються залежно від висоти від 17 до 35 °C.

## Населення
Населення провінції за даними на 2010 рік становить 48 378 осіб. Щільність населення — всього 4,36 чол./км².

## Адміністративний поділ
В адміністративному відношенні ділиться на 2 округи:
- Чепігана
- Піногана

8°24′30″ пн. ш. 77°54′54″ зх. д. / 8.40833° пн. ш. 77.91500° зх. д.
| Панама | Це незавершена стаття з географії Панами. Ви можете допомогти проєкту, виправивши або дописавши її. |